# Soborne, Ohtîrka
Soborne (în ucraineană Соборне) este un sat în comuna Hrincenkove din raionul Ohtîrka, regiunea Sumî, Ucraina.

## Demografie
Componența lingvistică a localității Soborne
     Ucraineană (87,06%)
     Belarusă (11,76%)
     Rusă (1,18%)
Conform recensământului din 2001, majoritatea populației localității Soborne era vorbitoare de ucraineană (87,06%), existând în minoritate și vorbitori de belarusă (11,76%) și rusă (1,18%).